# 경력 (북송)
경력(慶曆, 1041년 11월 ~ 1048년)은 북송 인종(仁宗) 조정(趙禎)의 여섯번째 연호이다. 7년 1개월 가량 사용하였다.

## 개원
- 강정(康定) 2년 11월 21일[1](1041년 12월 16일)에 연호를 경력(慶曆)으로 개원함.[2][3][4][5]

- 경력(慶曆) 8년 12월 1일[6](1049년 1월 7일)에 연호를 황우(皇祐)로 정하고, 다음 해 1월 1일[7](1049년 2월 6일)에 개원함.[2][8][4][5]

## 연대 대조표
| 경력       | 원년            | 2년        | 3년        | 4년        | 5년        | 6년        | 7년        | 8년        |
| 서기(西紀) | 1041년          | 1042년     | 1043년     | 1044년     | 1045년     | 1046년     | 1047년     | 1048년     |
| 간지(干支) | 신사(辛巳)      | 임오(壬午) | 계미(癸未) | 갑신(甲申) | 을유(乙酉) | 병술(丙戌) | 정해(丁亥) | 무자(戊子) |
| 요(遼)     | 중희(重熙) 10년 | 11년       | 12년       | 13년       | 14년       | 15년       | 16년       | 17년       |

## 동시대 연호

### 중국
요(遼)
- 중희(重熙) (1032년 ~ 1055년)

대리국(大理國)
- 정치(正治) (1027년 ~ 1041년)
- 성명(聖明) (1042년)
- 천명(天明) (1043년 ~ 1044년)
- 보안(保安) (1045년 ~ 1052년)

서하(西夏)
- 천수예법연조(天授禮法延祚) (1038년 ~ 1048년)

기타
- 왕칙(王則) 득성(得聖) (1047년 ~ 1048년)

### 베트남
- 깐푸흐우다오(乾符有道) (1039년 ~ 1042년)
- 민다오(明道) (1042년 ~ 1044년)
- 티엔깜타인부(天感聖武) (1044년 ~ 1049년)

### 일본
- 조큐(長久) (1040년 ~ 1044년)
- 간토쿠(寬德) (1044년 ~ 1046년)
- 에이쇼(永承) (1046년 ~ 1053년)

## 같이 보기
- 중국의 연호 목록